# Video Game High School
Video Game High School (frequentemente abreviada como VGHS) é uma websérie de comédia e ação do estúdio Rocket Jump. Foi escrita por Matthew Arnold, Will Campos e Brian Firenzi e dirigida por Matthew Arnold, Brandon Laatsch e Freddie Wong. As estrelas da série são Josh Blaylock como o protagonista BrianD, Jimmy Wong como Ted Wong, Ellary Porterfield como Ki Swan, Johanna Braddy como Jenny Matrix, e Brian Firenzi como The Law. A Rocket Jump Studios descreve a série como "um programa sobre melhores amigos, primeiros amores, e conseguir aquele head shot perfeito."

## Premissa
A série se passa num futuro próximo, em que o videogame se torna o esporte competitivo mais popular do mundo, levando seus melhores jogadores ao estrelato. A Video Game High School (VGHS) é uma escola de elite prestigiada onde professores ensinam um currículo de videogames de todos os gêneros.
O protagonista da série, BrianD, consegue entrar na escola após, sem saber, derrotar "The Law", uma estrela internacional de FPS, ao vivo na televisão. A série segue BrianD e os amigos e inimigos que ele faz na escola, apresentando dramas comuns de escolas com videogames como plano de fundo.
A série usa cenas live-action com os personagens para mostrar a ação dentro dos jogos. Os jogos retratados são invenções dos roteiristas, como o jogo de tiro em primeira pessoa Field of Fire, baseado na franquia de tiro em primeira pessoa Battlefield.

## Elenco

### Principal
- Josh Blaylock como Brian Doheny (normalmente chamado de BrianD), um jogador de  FPS e protagonista da série.
- Johanna Braddy como Jennifer Mattheus (normalmente chamada de Jenny Matrix), capitã do time júnior Varsity. Ela é a namorada de The Law na primeira temporada, e o interesse amoroso de Brian depois disso.
- Brian Firenzi como Lawrence Pemberton[3] (normalmente chamado de The Law), o jogador profissional número 1 do mundo. Ele é o principal antagonista da série.
- Jimmy Wong como Theodore Wong (normalmente chamado de Ted, e ocasionalmente pela gamer tag Gr8fulTed), melhor amigo de Brian e filho do professor de Jogos de Ritmo Freddie Wong. Ted quer estudar jogos de ritmo para que seu pai se orgulhe, mas é mais talentoso em jogos de corrida.
- Ellary Porterfield como Ki Swan, que foi à escola pelo desenvolvimento de jogos. Ela é o interesse amoroso de Ted e amiga de Brian.
- Cynthia Watros como Mary Matrix, treinadora do time de FPS Varsity e mãe de Jenny. (Segunda temporada)
- Nathan Kress (3ª Temporada) como The Law

### Coadjuvantes
- Joey Bertran como Jumpin' Jax, membro do time JV
- Will Campos como a voz de ShotBot
- Rocky Collins como o Drift King, capitão do time de corrida de drift
- Joel Dauten como Scott Slanders, apresentador principal do programa PwnZwn
- Benji Dolly como Games Dean, um jogador de FPS
- Clinton Jones como ShotBot, robô coapresentador do programa PwnZwn
- Zachary Levi como Ace, professor da classe FPS 101
- Harley Morenstein como Dean Ernie Calhoun, reitor da VGHS
- Brennan Murray como Wendell (gamer tag TacoBoy14), um estudante estúpido
- Chase Williamson como Shane Pizza, capitão do time de RTS
- Freddie Wong como uma versão ficcional de si mesmo. Ele é um jogador de jogos de ritmo mundialmente famoso, ensina sobre jogos de ritmo na VGHS, e é o pai de Ted Wong.

### Convidados
- Matthew Arnold como Zoostcaster[4]
- Cliff Bleszinski como TheJackrabbit
- Meghan Camarena como Rapwnzel
- Will Campos como Buddy Phelps[4]
- Wesley Chan como K-Pop[4]
- Arden Cho como apresentadora de TV coreana[4]
- Desmond Dolly como Acid Reflux,[4] estudante #2[4] e valentão 2
- John Ennis como Ken Swan
- Justine Ezarik como Bella
- Bryan Forrest como Capitão Barnstormer
- Chris Hardwick como âncora[5]
- Clinton Jones como Clint Lockwood[4]
- Brandon Laatsch como Brandon[4]
- Shira Lazar como Rosalie[carece de fontes?]
- Stan Lee como Stan L33t
- Tara Macken como Ronin
- Ashton Moio como J-Pop[4]
- Ethan Newberry como Clutch[4]
- Kara Petersen como Freezerburn[4]
- Noah como Cheeto o Gato
- Michael Rousselet como Alliterator[4]
- Jon Salmon como Chip Trigger[4]
- Phillip Wang como Oldboy[4]
- Nicole Wyland como Moriarty[4]

## Produção e lançamento
Video Game High School é co-criada por Freddie Wong, Will Campos, Brian Firenzi e Matt Arnold. Além de atuar como showrunner, Matt também é escritor, juntamente com Will Campos e Brian Firenzi (fundador do site 5secondfilms.com). A série é baseada em um conceito de Will Campos e Chris Pappavaselio. O time criou uma campanha de arrecadação no Kickstarter para financiar a série, e estabeleceram um fundo de $75,000 como objetivo para ser levantado em 30 dias. Essa quantidade foi rapidamente conseguida em menos de 24 horas e continuou a crescer. Em 22 de outubro de 2011, a campanha chegou ao fim. Um total de $273,725 foi conseguido para o projeto com o apoio de 5,661 doadores.
O time da Rocket Jump escolheu uma websérie porque eles "acreditam fortemente que o futuro do conteúdo distribuído digitalmente será constituído por webséries". A produção começou em meados de outubro, e o projeto acabou no começo de 2012. As filmagens da série começaram em 25 de outubro, e terminaram no final de novembro. Os últimos quatro dias de filmagens ocorreram na mina de ferro de Eagle Mountain, Utah, e no Deserto de Mojave, Califórnia. A pós-produção começou logo depois e terminou no começo de 2012. O trailer da série foi disponibilizado no YouTube em 11 de maio, no canal de freddiew.
Depois, a série foi editada em um longa de duas horas e lançada em outras mídias, incluindo DVD, Blu-ray, iTunes e Netflix.
Atualmente, a série pode ser assistida no site oficial da Rocket Jump, e também no canal de Freddie Wong, porém com o nome da empresa detentora dos direitos de imagem da série e do estúdio, Rocket Jump.

## Episódios
| Temporada | Temporada | Episódios | Duração       | Data de lançamento    | Data de lançamento     |
| Temporada | Temporada | Episódios | Duração       | Início de temporada   | Final de temporada     |
| --------- | --------- | --------- | ------------- | --------------------- | ---------------------- |
|           | 1         | 9         | 10–22 minutos | 11 de maio de 2012    | 5 de julho de 2012     |
|           | 2         | 6         | 30–44 minutos | 26 de julho de 2013   | 31 de agosto de 2013   |
|           | 3         | 6         | 37-66 minutos | 20 de outubro de 2014 | 17 de novembro de 2014 |

Os episódios da primeira temporada foram lançados em maio, junho e julho de 2012, primeiro no site da Rocket Jump, e uma semana depois no canal do YouTube "freddiew". Pessoas que ajudaram com doações receberam downloads em HD e DVDs. A campanha de arrecadação da segunda temporada terminou em fevereiro de 2013, com arrecadações mais do que suficientes. A segunda temporada começou em julho de 2013 e terminou em agosto do mesmo ano. Em julho de 2013, Freddie Wong disse que uma terceira temporada estava em andamento, e as filmagens começaram em março de 2014. Os episódios da terceira temporada começaram a ser exibidos em 13 de outubro de 2014, sendo o último dos episódios exibido em 17 de novembro. A Rocket Jump afirmou que esta foi a última temporada da série.